# Jyri Kjäll
Jyri Göran Kjäll (ur. 13 stycznia 1969 w Seinäjoki) – były fiński bokser, którzy zdobył brązowy medal bokser kategorii lekkopółśredniej.

## Igrzyska olimpijskie
W 1992 roku na letnich igrzyskach olimpijskich w Barcelonie zdobył brązowy medal.

## Mistrzostwa świata
W 1993 roku na mistrzostwach świata w Tampere zdobył srebrny medal.

## Kariera zawodowa
W 1994 roku został bokserem zawodowym. jego rekord to 23 zwycięstwa (18 KO) i 1 porażka. walczył głównie na terenie USA. W 2002 zakończył sportową karierę.